# 雷州半島

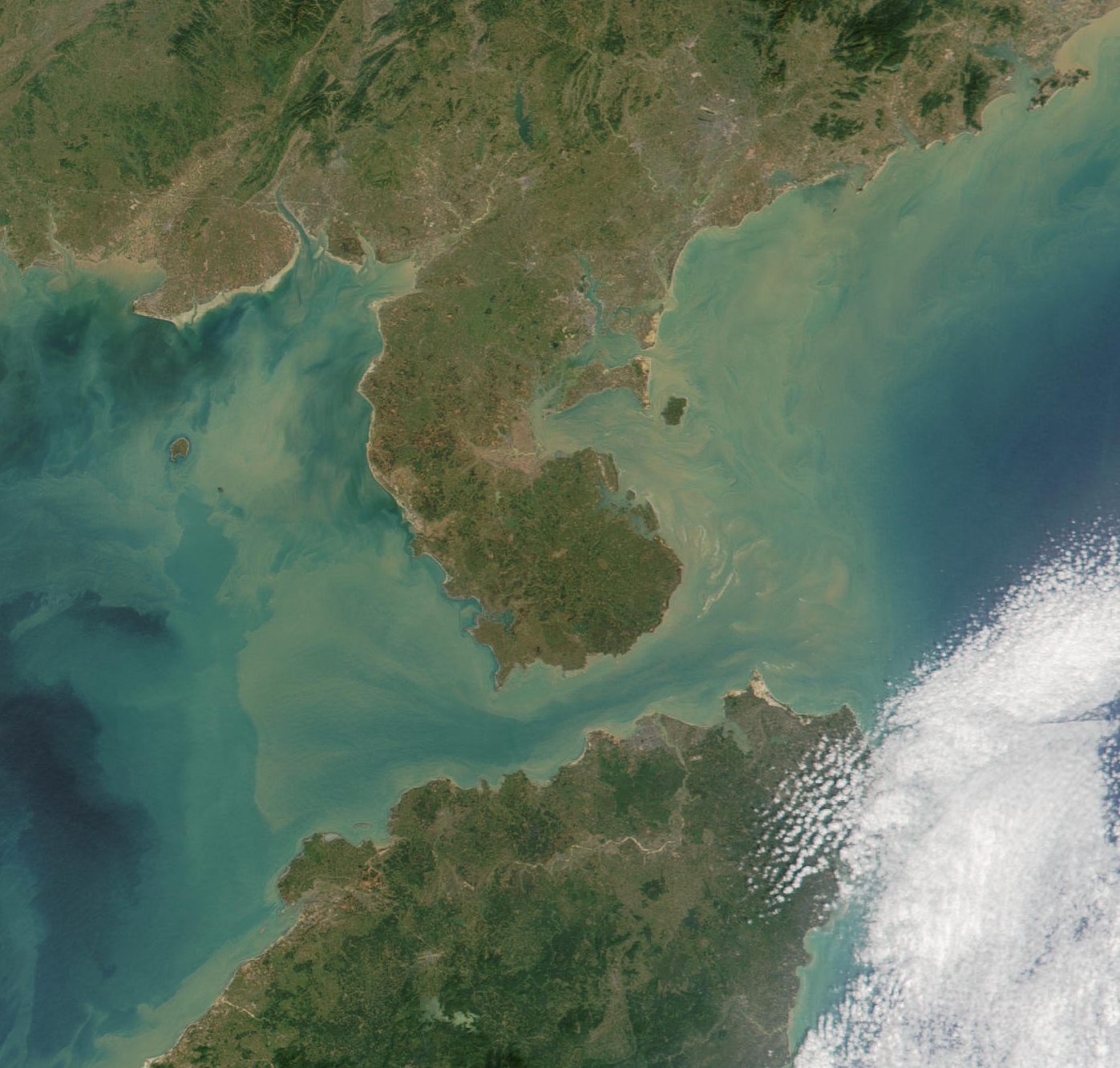
雷州半島

雷州半島（らいしゅうはんとう/レイチョウはんとう、簡体字中国語: 雷州半岛、拼音: Léizhōu Bàndǎo）は、中華人民共和国南部、広東省南西部にある半島。山東半島・遼東半島と並ぶ中国三大半島の一つで、南北に約140 km、東西に約70 km。面積は約7800 km2。南シナ海にあり、中国大陸から海南島に突き出た形になっている。東側は雷州湾、西側はトンキン湾となる。また、半島南部からは瓊州海峡を挟んで約30 km先に海南島を眺望することができる。半島の中心都市は湛江市。
半島の沿岸各地には24種のマングローブ植物が生えるマングローブ林が広がり、2002年にこれらは「湛江マングローブ国家級自然保護区」としてラムサール条約に登録された。かつて半島と海南島周辺には、ジュゴンやコククジラ、セミクジラなど貴重な海洋大型生物類が数多く見られた。

## 気候
雷州半島は熱帯モンスーン気候に属し、冬は温暖、春の訪れは早く、夏は長期間、熱帯湿潤の気候となり、秋は乾燥して涼しく爽やかな日が多く、洪水の季節には雨が多くなり、四季を通じて雷が発生し、十分な日照に恵まれる。年平均気温は22.7－23.4 ℃。年平均日照時間は1930時間以上。摂氏10度以上の時間は年間で8180時間以上。年間の太陽の総照射エネルギーは4,563－4,939 MJ/m2。夏季には熱帯低気圧(台風)の影響を受ける。台風の接近時に風力階級12級に達することがあるが、年平均の風力は陸地で3.0－3.5 m/s、沿海部・島嶼部で3.4－6.1 m/sである。同時にまた、雷州半島は頻繁に雷雨が起きることでも有名で、年平均の雷雨日数は80-112日になる。

## 主な都市
- 湛江市
- 雷州市
- 呉川市
- 廉江市
- 遂渓県
- 徐聞県